# Thổ cẩm Châu Giang
Thổ cẩm Châu Giang là thứ thổ cẩm do người Chăm ở Tân Châu (An Giang) dệt nên. Người Chăm ở đây dùng loại thổ cẩm này để may các trang phục truyền thống của mình.

## Dệt lụa và dệt thổ cẩm
Để có những sản phẩm thủ công truyền thống đặc sắc này họ dùng tơ chín, nhuộm theo một công thức bí truyền.

## Hoa văn
Theo phong cách của người Malaysia, các cô gái Chăm đã làm ra các sản phẩm đẹp và sang trọng như icat (khăn làm của hồi môn khi lấy chồng), những tấm khăn, khúc vải óng ánh sắc màu. Các sản phẩm: Xà rông hoa, tơ thổ cẩm, áo thổ cẩm, bóp, khăn thêu, hộp đựng nữ trang,